# José Baselga
Josep Baselga i Torres, známý jako José Baselga (3. července 1959 Barcelona, Španělsko – 21. března 2021 Cerdanya, Španělsko) byl španělský lékař, mezinárodně uznávaný onkolog, výzkumný pracovník a pedagog, který se podílel se na vývoji cílených protinádorových léčiv, zejména u rakoviny prsu.
Řídil několik preklinických a časných klinických studií, které přispěly k vývoji přípravků proti receptoru pro epidermální růstový faktor (EGFR), receptoru HER2 a signální dráze PI3K. Tyto terapie se staly celosvětovým standardem péče o pacienty s rakovinou po celém světě. Díky svému výzkumu a klinické praxi pomohl vyvinout 14 léků proti rakovině, včetně trastuzumabu, který se stal standardem léčby pro mnoho pacientek s HER2 pozitivní rakovinou prsu.
Jako zakládající ředitel onkologického ústavu Vall d'Hebron v Barceloně pomohl vybudovat tento ústav ve špičkové onkologické centrum v Evropě. Během své kariéry působil a zastával vedoucí funkce na hematologických a onkologických odděleních v Memorial Sloan Kettering Cancer Center, Massachusetts General Hospital a společnosti AstraZeneca a zastával profesorská místa na Harvard Medical School a Weill Cornell Medical College.

## Mládí a studia
Baselga se narodil 3. července 1959 v Barceloně ve Španělsku. Byl nejstarším ze čtyř dětí v lékařské rodině, otec i dědeček byli lékaři. Jeho otec Manuel Baselga byl průkopníkem v oblasti pracovního lékařství a soudního lékařství a matka Esther Torresová byla zdravotní sestra. Pro nikoho, kdo ho znal, nebylo překvapením, že si José vybral medicínu jako povolání. Lékařský titul v roce 1982 a doktorát v roce 1992 získal na Autonomní univerzitě v Barceloně.

## Profesní život
Ve snaze zlepšit délku života pacientů s rakovinou se specializoval na onkologii. Svou odbornou přípravu zahájil v univerzitní nemocnici Vall d'Hebron v Barceloně a dokončil ji v USA na Státní univerzitě v New Yorku a poté se přesunul na stáž v oboru lékařské onkologie do Memorial Sloan Kettering Cancer Center v New Yorku (MSKCC). Během svého téměř šestiletého působení v MSKCC prováděl preklinické studie souběžně s vedením klinických studií, jejichž cílem bylo otestovat potenciální terapeutické účinky první monoklonální protilátky proti HER2 receptoru, později známé jako trastuzumab, která se stala standardem léčby pro HER2 pozitivní rakovinou prsu.
V roce 1996 se vrátil do nemocnice Vall d'Hebron, aby zde vedl tehdy velmi malé onkologické oddělení. Jeho vize, pracovní morálka a odhodlání urychlit lepší možnosti léčby pacientů mu umožnily vytvořit onkologické oddělení, které zahrnovalo nejlepší onkologickou péči s translačně-klinickým výzkumným programem a spojovalo všechny odborníky podílející se na onkologické péči. To mu umožnilo založit onkologický institut Vall d'Hebron (VHIO), který se od té doby stal špičkovým evropským centrem pro výzkum a léčbu rakoviny. Baselga zde strávil tři roky jako zakládající ředitel a vytvořil prostředí, v němž byla optimální péče o pacienty úzce propojena s inovativním translačním výzkumem, a to vše v rámci systému veřejného zdravotnictví, příkladný model, který byl převzat a přizpůsoben i v zahraničí.
V roce 2010 se Baselga opět vydal za oceán, kde strávil dva roky jako profesor medicíny na Harvard Medical School a poté nastoupil na obdobné místo na Weill Cornell Medicine v New Yorku. Přestože původně zamýšlel v Bostonu působit déle, nemohl si nechat ujít nečekanou příležitost vrátit se v roce 2013 do MSKCC jako primář hematologického a onkologického oddělení a následně se stal jeho ředitelem. V čele MSKCC dále zvýšil již tak ohromnou mezinárodní prestiž pracoviště. Založil zde Centrum pro molekulární onkologii a vývoj léků a vytvořil komplexní program molekulárního profilování, který je přístupný všem pacientům v MSKCC.
Ačkoli cílená léčba přinesla pacientům s nádorovým onemocněním značný klinický prospěch, její účinnost bývá často omezena buď primární, nebo získanou rezistencí. Baselga a jeho spolupracovníci identifikovali nové kombinace léčby a prokázali, že začlenění další monoklonální protilátky proti HER2 pertuzumabu do režimů založených na trastuzumabu může dále prodloužit přínos léčby a oddálit nebo zvrátit rezistenci na léky. Baselga později prokázal, že tato kombinace byla prospěšná rovněž v léčbě pacientek s časným stadiem HER2 pozitivního karcinomu prsu. Tyto klinické studie představují jedny z nejvýznamnějších studií v oblasti HER2 pozitivního karcinomu prsu.
V roce 2018 Baselga odstoupil z pozice ředitele MSKCC poté, co vyšlo najevo, že v desítkách výzkumných článků nezveřejnil finanční vazby na farmaceutické a zdravotnické společnosti. Baselga tehdy uvedl, že šlo o neúmyslné opomenutí. V roce 2019 nastoupil do společnosti AstraZeneca jako výkonný viceprezident pro onkologický výzkum a vývoj. Nastartoval novou cestu onkologického výzkumu a vývoje společnosti, stál v čele urychlení vývoje léčebných postupů, zavedl nové směry, které posunuly výzkum epigenetiky, konjugátů protilátek a léků, buněčných terapií a dalších nových protinádorových léčiv a zprostředkoval spolupráci, která vedla ke klinickému vývoji dvou dalších léků proti rakovině.
Baselga se ve svém výzkumu zaměřil na nové molekulární cílené terapie zaměřené proti receptoru pro epidermální růstový faktor (EGFR), receptoru HER2 (klíčový receptor mnoha nádorů prsu) a signální dráze PI3K (důležitý regulátor rakoviny). Během své kariéry se podílel na vývoji 14 léků proti rakovině, včetně trastuzumabu (Herceptin), cetuximabu, everolimu, lapatinibu a pertuzumabu. Je autorem a spoluautorem více než 470 vědeckých publikacích a dlouhodobě se věnoval studiu strategií pro překonání mechanismů lékové rezistence.
Byl prezidentem Evropské společnosti pro lékařskou onkologii (ESMO, 2008–2009) a Americké asociace pro výzkum rakoviny (AACR, 2015–2016). Obě organizace transformoval provedením zásadních změn a přidáním inovativních programů, zaměřených především na lepší podporu, výchovu a vedení budoucích generací odborníků v oblasti onkologie a rychlejší rozvoj translační vědy a klinické onkologie.

## Osobní život
V roce 1990 se oženil se svou přítelkyní Silvií a narodily se jim čtyři děti: Marc, Clara, Alex a Pepe. Rád s nimi lyžoval, jezdil na terénních kolech a hrál tenis.
Poslední tři měsíce svého života strávil obklopen svými dětmi a manželkou, matkou a sourozenci ve svém domě v La Cerdanya ve Španělsku. Rodina potvrdila, že příčinou úmrtí bylo vzácné neurologické onemocnění Creutzfeldtova–Jakobova nemoc.